# Бьюла (Мичиган)
Бьюла (англ. Beulah) — деревня и административный центр округа Бензи, штат Мичиган. По переписи 2010 года население составляло 342 человека. Она расположена в тауншипе Бензония на юго-восточном берегу озера Кристал, примерно в 1,6 км к северу от Бензонии на шоссе 31 США (US 31).
Бьюла была основана в 1880 году Чарльзом Э. Бейли. Её название происходит от Исайи 62:4. Почтовое отделение Бьюлы было основано в 1892 году.

## География
По данным Бюро переписи населения США, деревня имеет общую площадь 1,11 км².

## Демография

### Перепись населения 2010 года
По данным переписи 2010 года в селе проживало 342 человека, 161 двор и 81 семья. Плотность населения составляла 307,1 человека на км². Было 375 единиц жилья со средней плотностью 336,7/км². Расовый состав населения: 98,0 % белых, 0,3 % афроамериканцев, 0,3 % коренных американцев, 0,6 % представителей других рас и 0,9 % представителей двух и более рас. Латиноамериканцы или латиноамериканцы любой расы составляли 2,3 % населения.
Было 161 домохозяйство, из которых 12,4 % имели детей в возрасте до 18 лет, проживающих вместе с ними, 41,0 % были супружескими парами, проживающими вместе, 8,7 % имели домохозяйство женщины без присутствия мужа, 0,6 % имели домохозяйство мужчины без присутствия жены, и 49,7 % не были членами семьи. 43,5 % всех домохозяйств состоят из отдельных лиц, а в 19,3 % проживают одинокие люди в возрасте 65 лет и старше. Средний размер домохозяйства составлял 1,81 человека, а средний размер семьи — 2,44 человека.
Средний возраст в селе был 52,7 года. 10,5 % жителей были моложе 18 лет; 8,1 % были в возрасте от 18 до 24 лет; 19,6 % были в возрасте от 25 до 44 лет; 37,2 % были в возрасте от 45 до 64 лет; и 24,6 % были в возрасте 65 лет и старше. Гендерный состав села: 51,5 % мужчин и 48,5 % женщин.

### Перепись населения 2000 года
По переписи 2000 года в селе проживал 341 человек, 190 дворов и 102 семьи. Плотность населения составляла 308,2 человека на км². Было 359 единиц жилья со средней плотностью 304,8/км². Расовый состав деревни был 98,35 % белых, 0,83 % коренных американцев, 0,55 % представителей других рас и 0,28 % представителей двух или более рас. Латиноамериканцы и испаноязычные любой расы составляли 1,65 % населения.
Насчитывалось 190 домохозяйств, из которых в 17,9 % проживали дети в возрасте до 18 лет, 38,9 % составляли совместно проживающие супружеские пары, в 12,1 % проживала женщина без мужа, а 46,3 % не были членами семьи. 39,5 % всех домохозяйств состоят из отдельных лиц, а в 21,6 % проживают одинокие люди в возрасте 65 лет и старше. Средний размер домохозяйства составлял 1,91 человека, а средний размер семьи — 2,49 человека.
В деревне население было рассредоточено: 14,3 % в возрасте до 18 лет, 6,6 % от 18 до 24 лет, 24,0 % от 25 до 44 лет, 28,1 % от 45 до 64 лет и 27,0 % в возрасте 65 лет или старше. Средний возраст составил 49 лет. На каждые 100 женщин приходилось 84,3 мужчины. На каждые 100 женщин в возрасте 18 лет и старше приходилось 82,9 мужчин.
Средний доход семьи в деревне составлял 31 250 долларов, а средний доход семьи — 43 750 долларов. Средний доход мужчин составлял 26 458 долларов против 22 396 долларов у женщин. Доход на душу населения в деревне составлял 22 389 долларов. Около 12,4 % семей и 17,2 % населения находились за чертой бедности, в том числе 14,3 % лиц моложе 18 лет и 15,5 % лиц в возрасте 65 лет и старше.

## Основные магистрали
США 31
М-115